# LoanDepot Park
El LoanDepot Park (oficialmente estilizado como loanDepot park y llamado Marlins Park hasta 2021) es un estadio con techo retráctil ubicado en Miami, Florida, Estados Unidos. Es el estadio de los Miami Marlins de las Grandes Ligas de Béisbol (MLB). Está ubicado en 17 acres (6,9 ha) en el sitio del antiguo Miami Orange Bowl en  Little Havana, a unas 2 millas (3 km) al oeste del Downtown Miami. La construcción se completó en marzo de 2012 para la Temporada 2012 de las Grandes Ligas de Béisbol.
LoanDepot Park obtuvo la certificación LEED como el parque de la MLB más ecológico en 2012. El edificio es el sexto estadio de la MLB que tiene un techo retráctil. Con una capacidad de 37,442 asientos es el tercer estadio más pequeño de las Grandes Ligas de Béisbol (MLB) por capacidad oficial y el más pequeño por capacidad real. La instalación fue sede de un grupo de segunda ronda del Clásico Mundial de Béisbol 2013, un grupo de primera ronda del Clásico Mundial de Béisbol 2017, el Juego de Estrellas de las Grandes Ligas de Béisbol de 2017 y el juego de campeonato del Clásico Mundial de Béisbol 2023. El parque también alberga partidos de fútbol, galas de recaudación de fondos y otros eventos durante el invierno.  También fue sede del Miami Beach Bowl de 2014 a 2016.
El estadio está diseñado con una forma neomoderna de arquitectura de béisbol.

## Galería

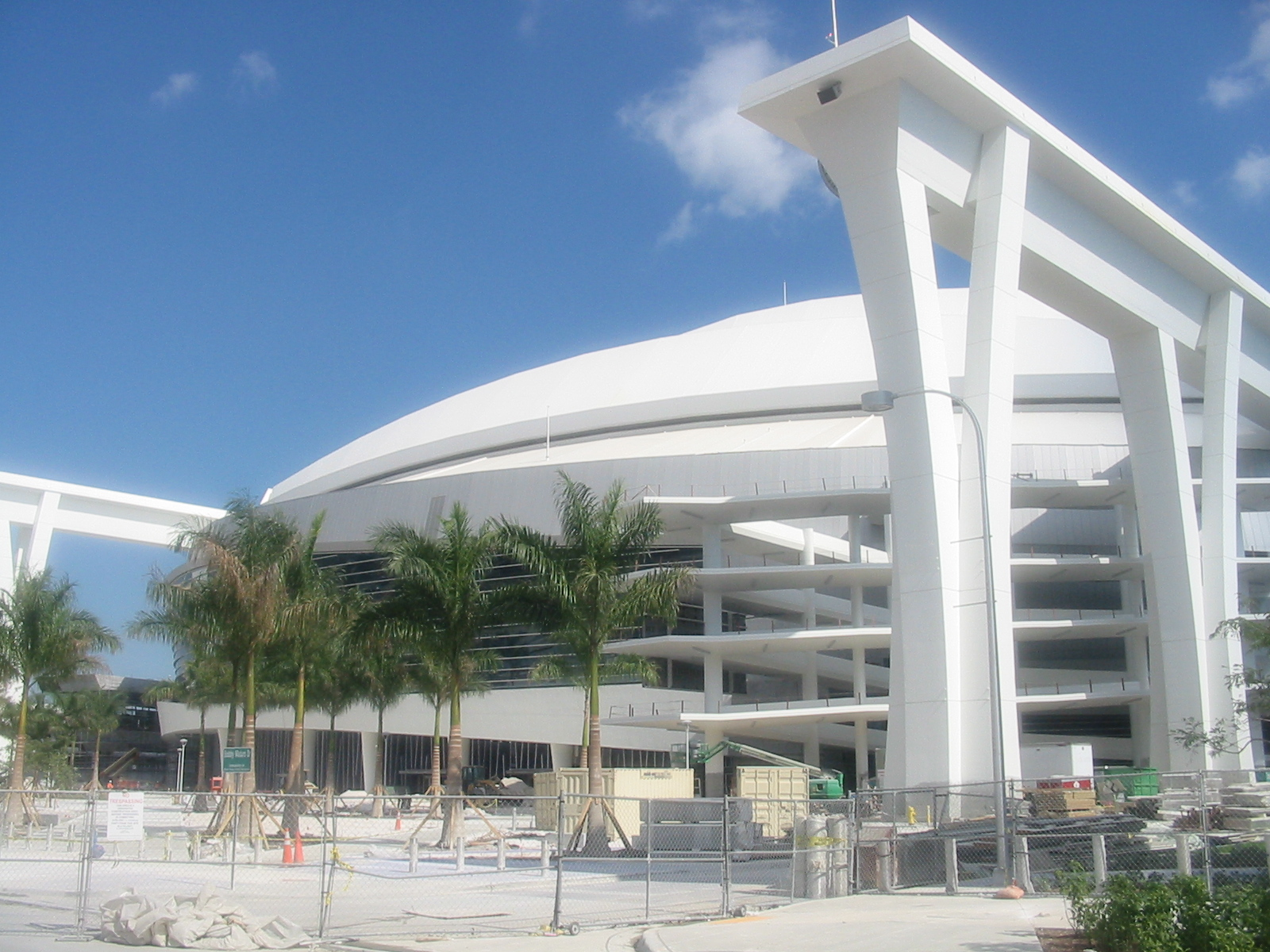
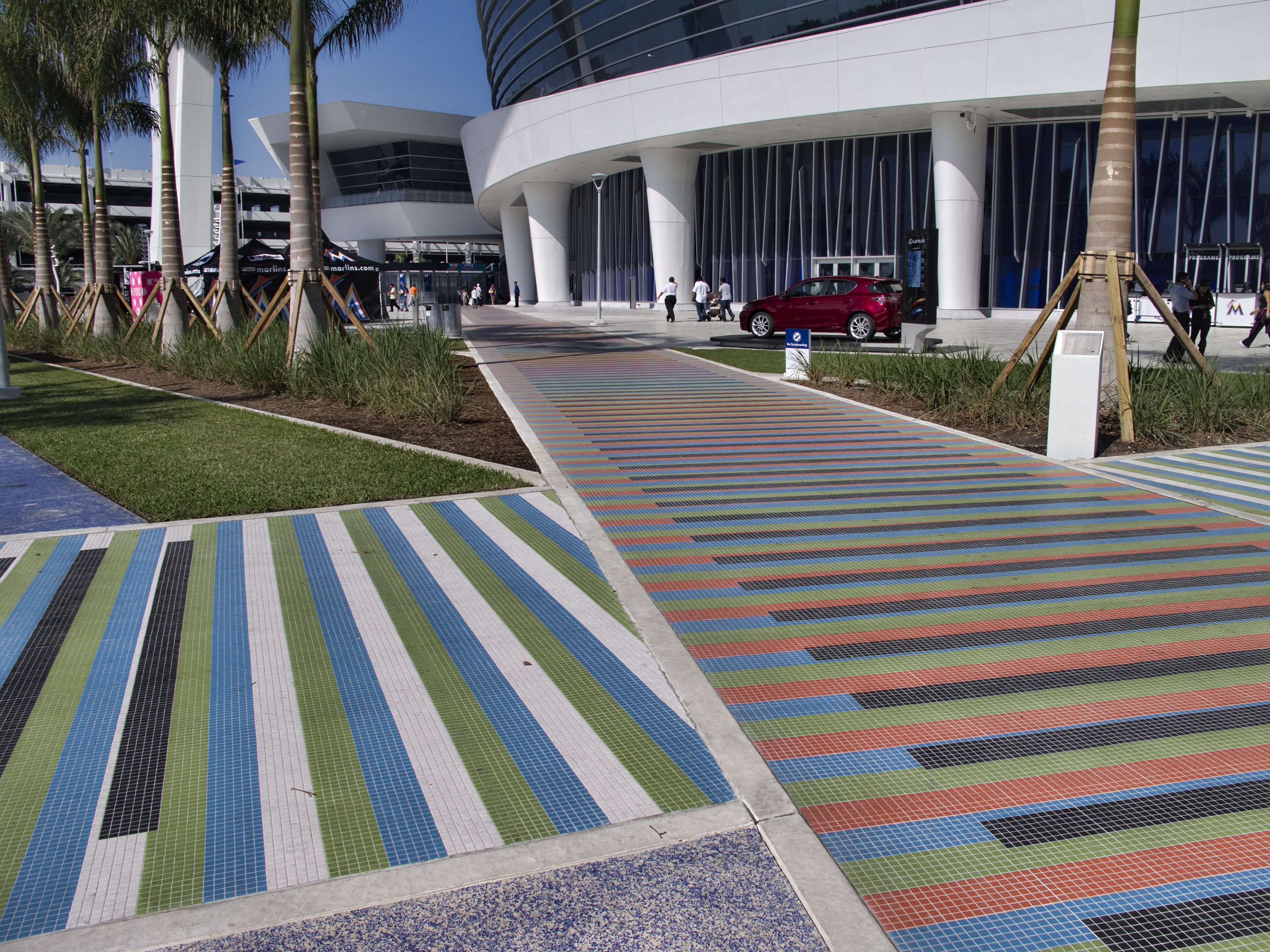
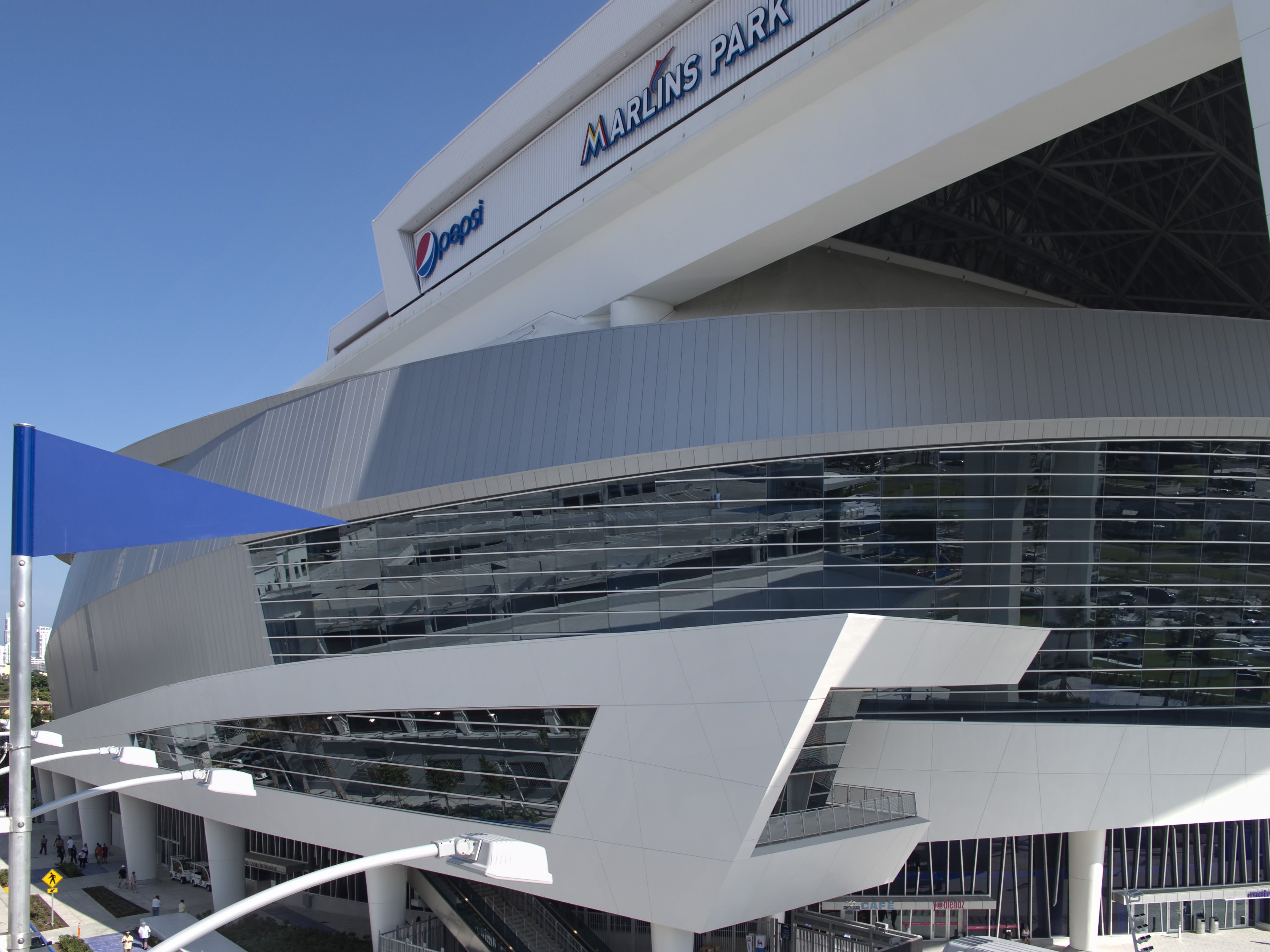
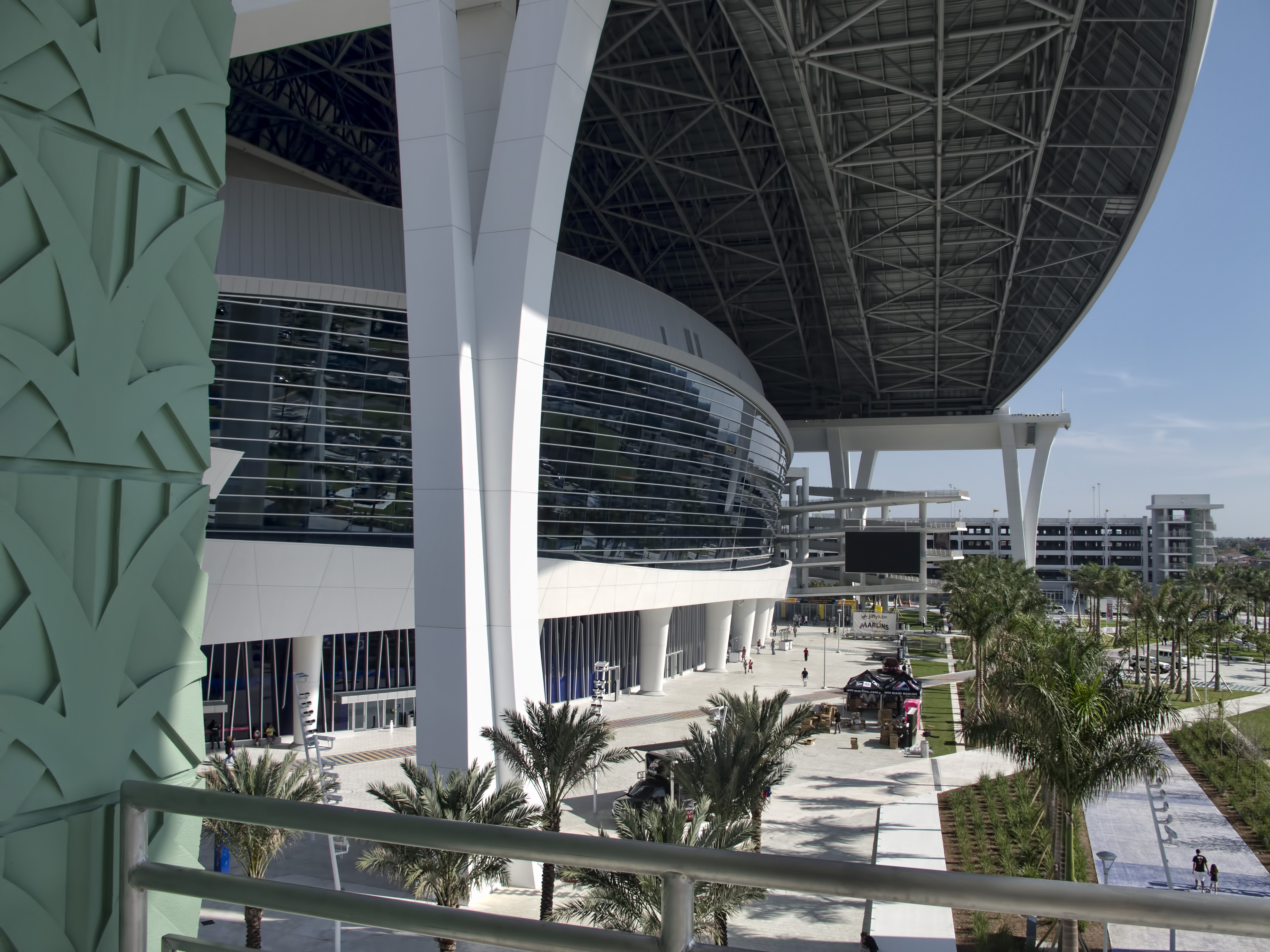
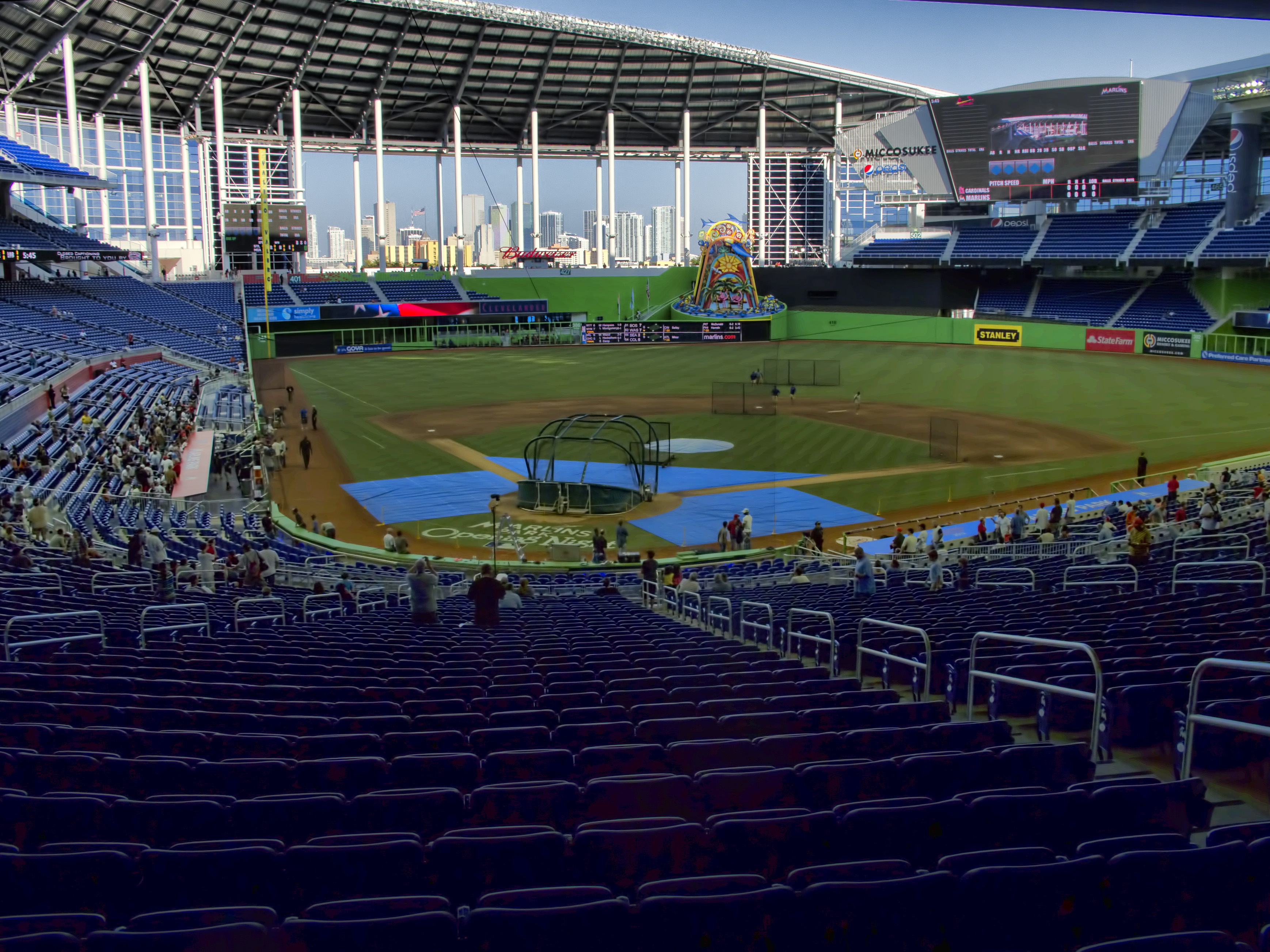
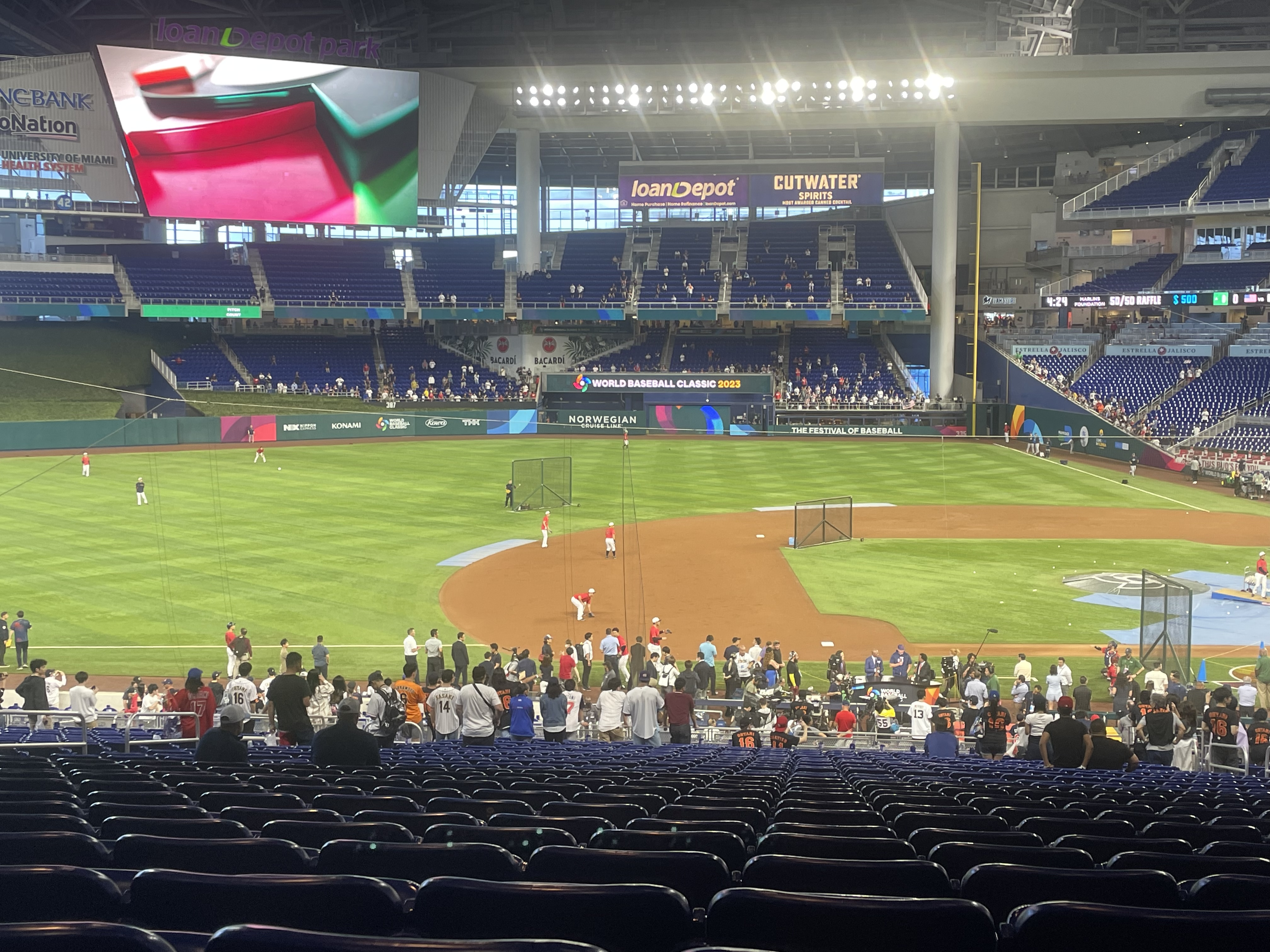